# Instituto Sueco do Cinema
O Instituto Sueco do Cinema - em sueco Svenska Filminstitutet - é uma fundação cultural da Suécia destinada a apoiar e desenvolver o filme sueco. 
Foi criada em 1963, e está alojada na Casa do Cinema - Filmhuset - em Gärdet, na cidade de Estocolmo. 

A direção do instituto é nomeada pelo governo sueco. 

Desde 1964, o Institututo Sueco do Cinema atribui anualmente o Prémio Guldbagge a contributos importantes para o filme sueco. 